# Waterloo (métro léger de Charleroi)
 (août 2022).
Si vous disposez d'ouvrages ou d'articles de référence ou si vous connaissez des sites web de qualité traitant du thème abordé ici, merci de compléter l'article en donnant les références utiles à sa vérifiabilité et en les liant à la section « Notes et références ».
Pour les articles homonymes, voir Waterloo (homonymie).
La station Waterloo est une station du métro léger de Charleroi. C'est une station souterraine qui se trouve sur la boucle centrale, desservie par les lignes M1, M2, M3, M4 ainsi que la ligne M5 (inexploitée). Elle est située sous le square Jules Hiernaux.

## Caractéristiques

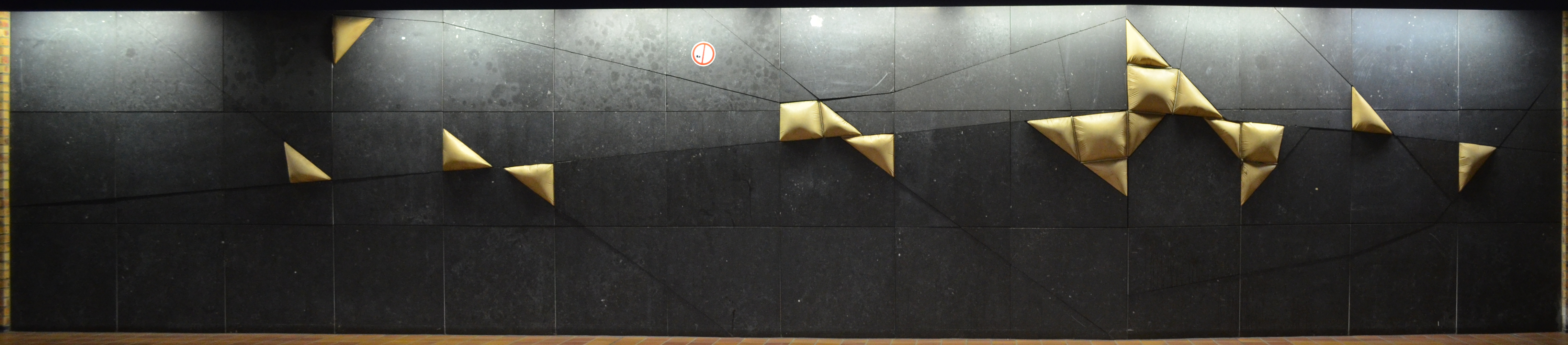
Œuvre murale de Marc Feulien exposée dans la salle des guichets.

Elle est complètement construite et a été inaugurée le 28 août 1992. Le nom de la station provient du nom de la porte de Waterloo lorsque la ville était fortifiée. Initialement, elle aurait dû s'appeler Nord faisant ainsi référence à la gare de Charleroi-Nord qui occupait cet emplacement avant 1950. La station dessert le square Jules Hiernaux (où s'élève une statue du Marsupilami), l'Hôpital Notre Dame et l'Université du Travail. Cette station a été créée par l'architecte Jean Yernaux.
La station est, comme Palais, plus complexe que les autres en raison de sa position au croisement de plusieurs lignes : la boucle centrale, l'antenne de Gilly et l'antenne de Châtelet (construite sur une partie de son étendue mais non utilisée). Selon les plans initiaux, l'antenne de Gosselies/Ransart aurait également dû partir de cette station. Un site propre avait d'ailleurs été aménagé sur plusieurs centaines de mètres vers le nord. Ce tracé a été abandonné au profit de celui de la chaussée de Bruxelles. La station est desservie par les 4 lignes du métro léger.
Sa situation entre plusieurs courbes serrées fait que le quai est légèrement plus court que celui des autres stations.
Plusieurs accès permettent de se rendre dans le hall des guichets au niveau -2. Les quais se trouvent au-dessus de ce hall, au niveau -1. Seul le quai central est utilisé, la voie du quai latéral a été démontée en 1996.
La décoration y est sobre, dans des tons bruns - orange pour le hall au niveau -2. Le niveau -1 est assez sombre, le revêtement du quai est fait de carrelages orangés.
La station comporte deux œuvres d'art. Une œuvre murale de Marc Feulien réalisée en 1982 se trouve dans le hall des guichets et deux panneaux, œuvres d'André Goffin réalisés en 1980, sont accrochés en bordure des quais.

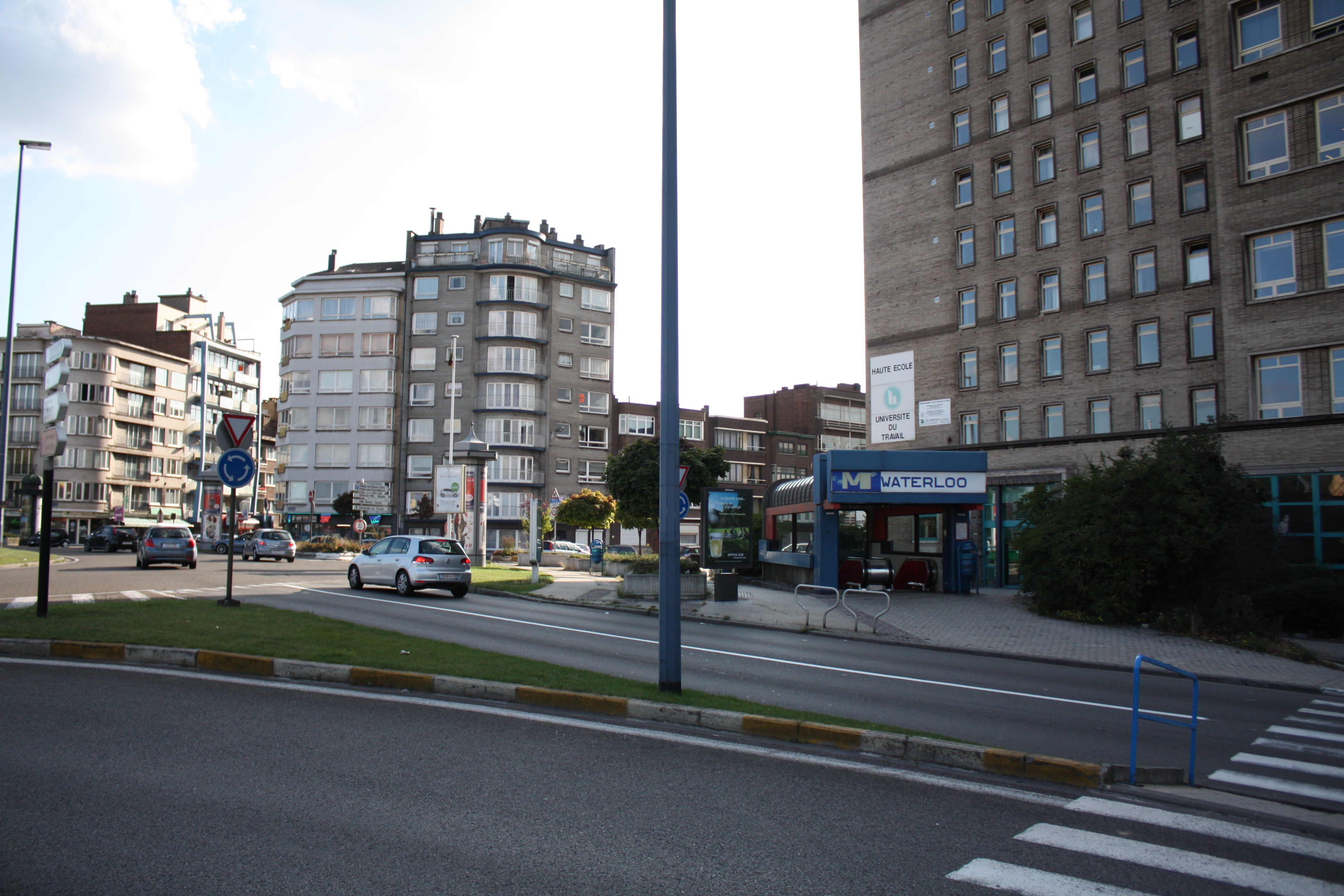
Station Waterloo, vue extérieure (square Jules Hiernaux)
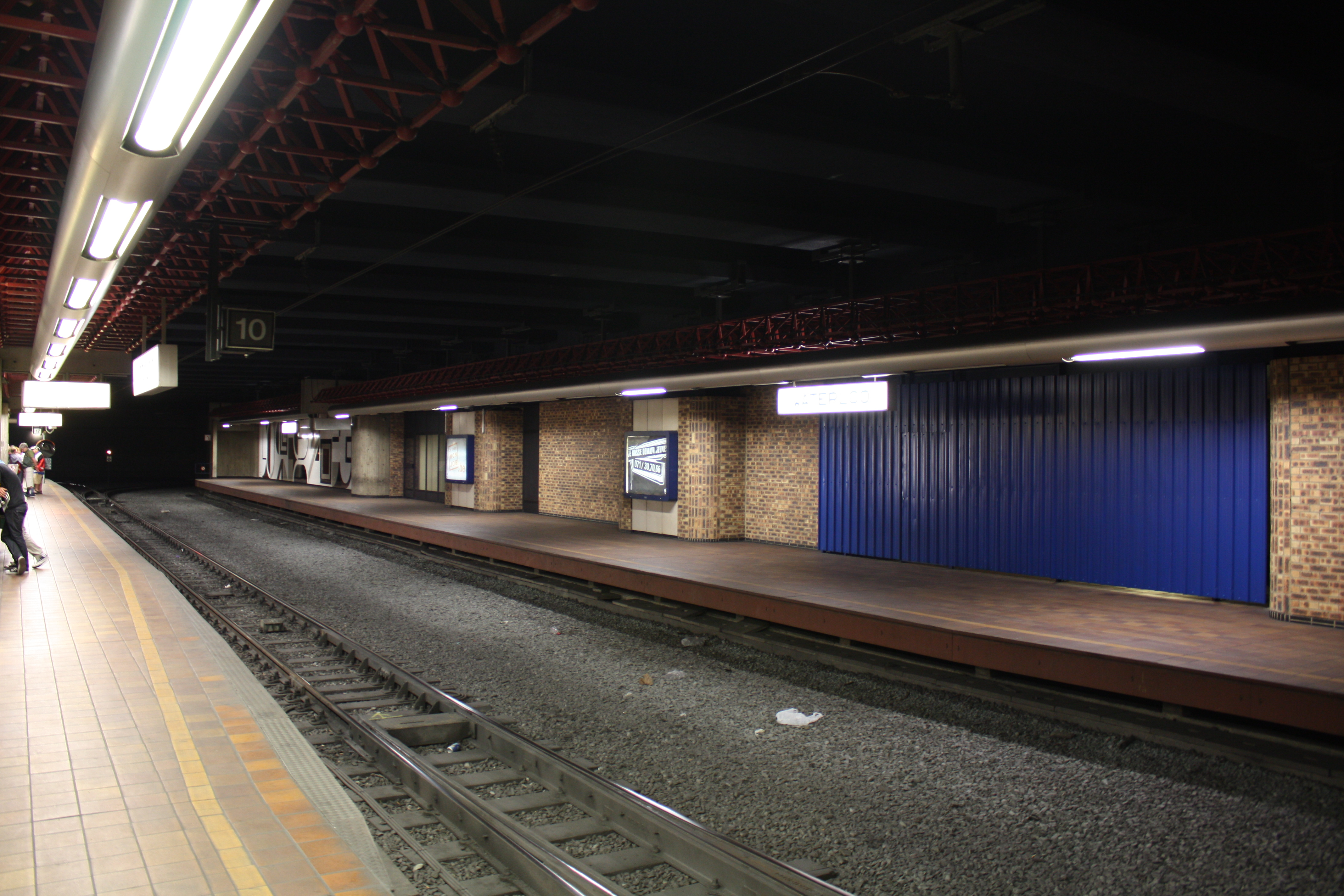
Station Waterloo, vue intérieure.
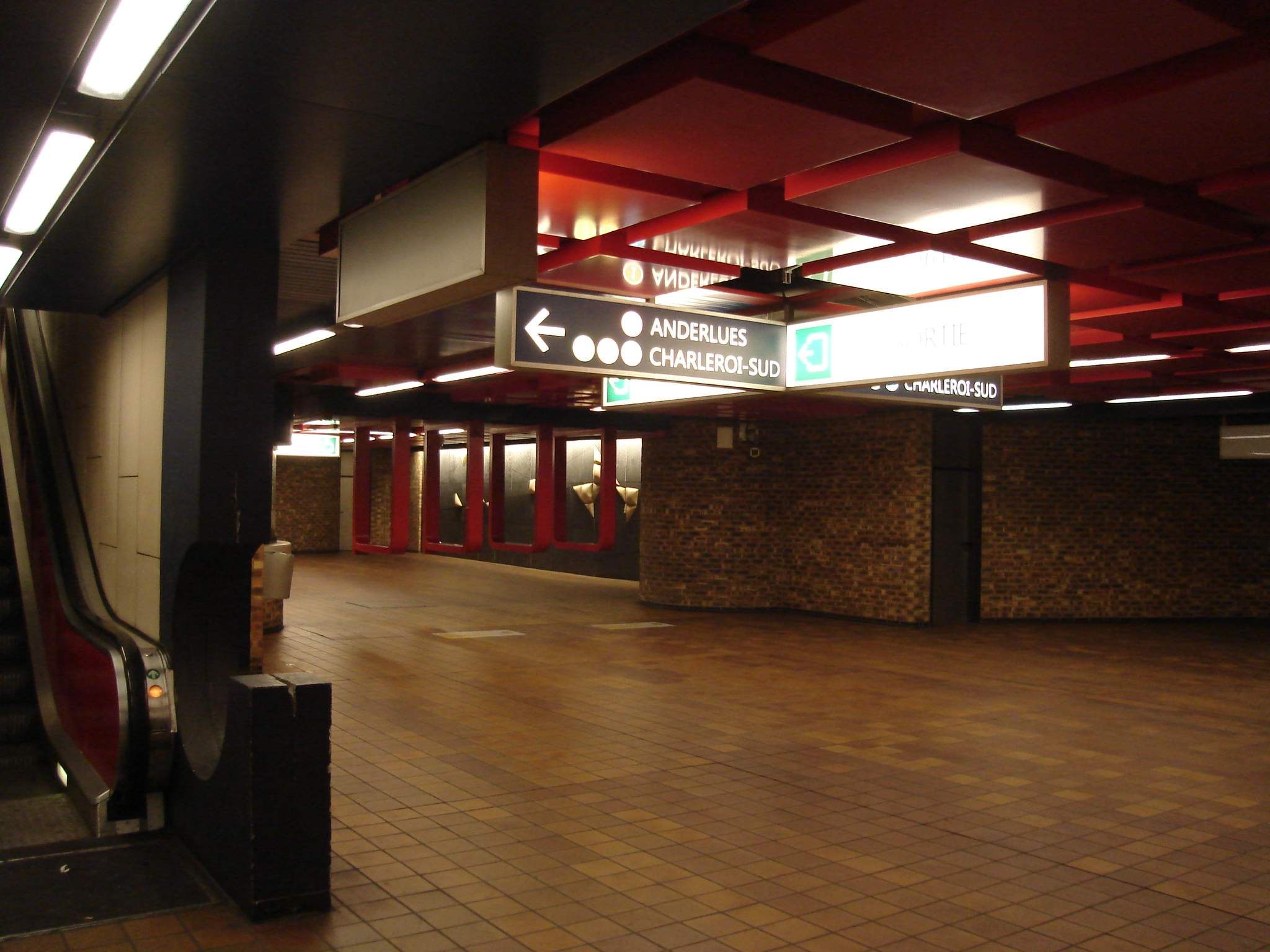
Hall des guichets.
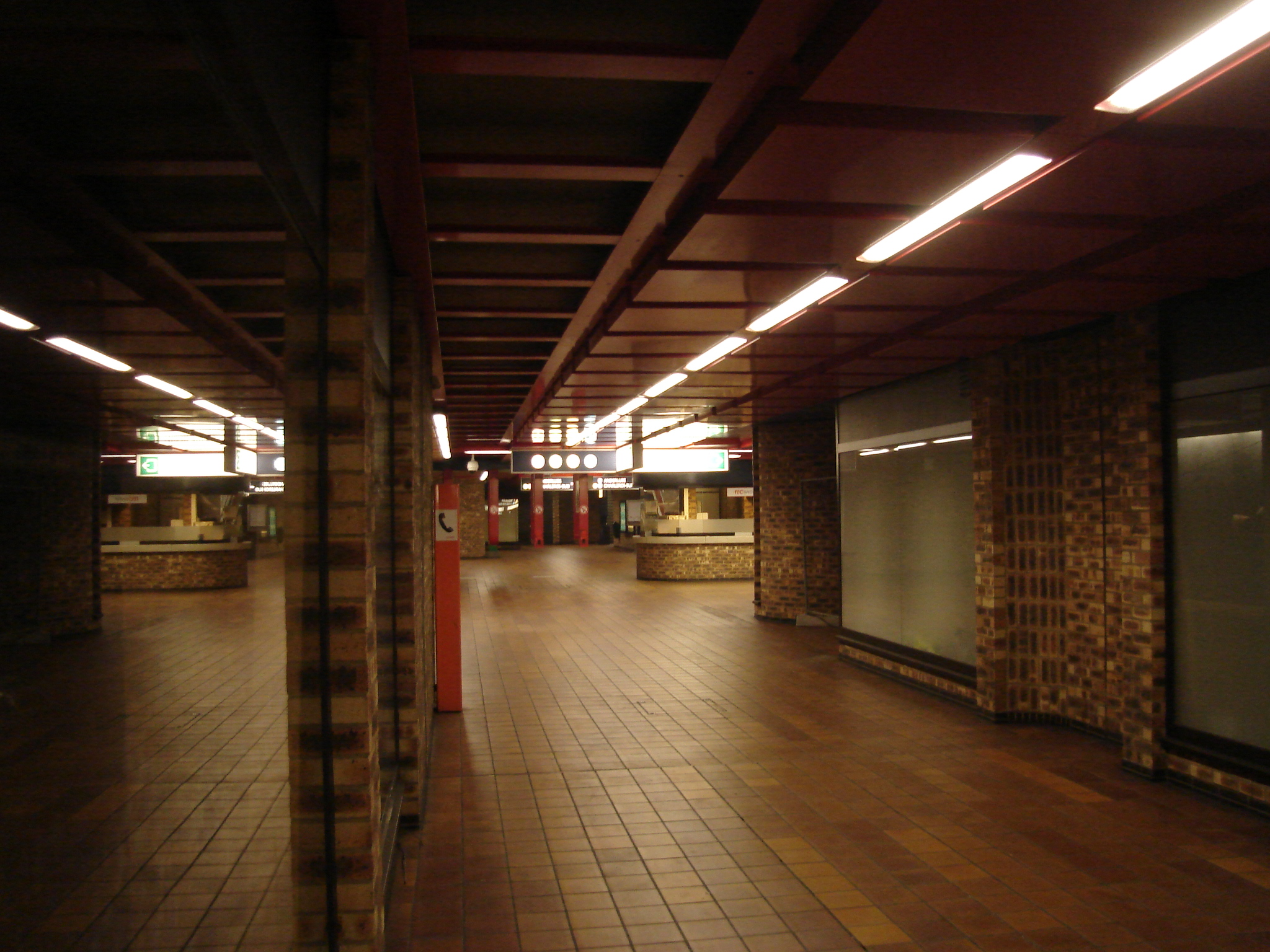
Hall des guichets.